# Martine Reicherts
Martine Reicherts, född 13 april 1957 i Luxemburg, är en luxemburgsk ämbetsman. Hon var ledamot av Europeiska kommissionen och ansvarade för rättsliga frågor, grundläggande rättigheter och medborgarskap i kommissionen Barroso II under 2014.
Reicherts har en juristexamen från 1979 och har studerat vid universitet i Luxemburg, Nizza und Aix-en-Provence. Efter icke avslutade forskarstudier arbetade hon 1980–1984 som advokat. Därefter inleddes en lång karriär som tjänsteman på Europeiska kommissionen, bland annat som biträdande kabinettschef hos Jacques Santer 1995-1998 och generaldirektör och chef för Europeiska unionens publikationsbyrå 2007–2014. Efter att Viviane Reding blivit invald i Europaparlamentet i valet 2014 utsågs Reicherts till hennes efterträdare i Europeiska kommissionen. Hon avgick i samband med kommissionen Junckers tillträde i november 2014.